# CrossFire (1990)
CrossFire (яп. クロスファイヤー KurosuFaiyā) — видеоигра в жанре run’n’gun, разработанная компанией Sanritsu Denki и изданная Kyugo Boueki.

## Игровой процесс
CrossFire является классическим представителем жанра run’n’gun, сильно напоминающий серию Contra, однако имеет более медленный темп. В игре существует 6 уровней, каждый из которых весьма разнообразен: Вьетнам, Прага, Владиво (скорее всего имеется в виду Владивосток), Колумбия, Афган и главный штаб. Игрок начинает без оружия, но вскоре получаете гранаты и автомат, который можно модернизировать. Улучшения обычно располагаются в ломающихся ящиках. В отличие от большинства игр серии Contra, Эрик не умирает от одного удара, а имеет несколько полосок жизни, которые пополняется каждый раз, когда игрок берёт улучшение оружия или медаль.

## Сюжет
В 199X году секретная организация создала 6 секретных баз. Организация планировала завоевать весь мир, опираясь на них. ЦРУ, которое перехватило эту информацию, провело операцию по уничтожению секретной организации. Однако вторжение на вражескую базу с применением обычных вооружений несколько раз заканчивалось неудачей. В качестве последнего средства ЦРУ послало специального агента Эрика с заданием уничтожить базу. Эрик считается самым выдающимся из специальных агентов ЦРУ. С этого начинается действие игры.

## Релиз
Изначально предполагалось выпустить игру во всём мире, но в самый последний момент по неизвестным причинам это решение было отклонено. В итоге игра вышла относительно небольшим тиражом в Японии 2 ноября 1990 года.

## Оценки
| Иноязычные издания | Иноязычные издания |
| Издание            | Оценка             |
| ------------------ | ------------------ |
| Classic-games.net  | 7/10               |
| Retrogameage       | 7/10               |

Рецензент с портала Classic-games.net описал CrossFire как достойного представителя жанра, пусть и имеющего недостатки, но являющегося качественным продолжателем идей таких игр, как Contra.
Рецензент с портала Retrogameage также хорошо оценил игру, высказав мнение, что выйди бы она на Западе, то снискала бы высокую популярность среди любителей жанра.